# Massetognathus
Massetognathus era um cinodonte herbívoro, encontrado na América do Sul. Tinha cerca de 50 cm de comprimento e viveu no Triássico Médio. Tinha os dentes pós-caninos com formato molariforme (alargados transversalmente),adaptados à mastigação de vegetais (mas não comia somente vegetais). Podia triturar qualquer caules, raízes e outros materiais vegetais.

O Massetognathus tinha pés e uma longa cauda como um cão. Como a maioria de seus parentes cinodontes, pode ser que fosse coberto por cabelos. Alguns cientistas afirmam que Massetognathus foi um traversodonte.
Massetognathus ochagaviae  representa a forma mais comum de cinodonte que ocorre nas camadas do Triássico Médio (Cenozona de Therapsida), tendo sua presença já sido registrada em vários municípios da região central do Estado. Outra espécie do mesmo gênero (Massetognathus pascuali) ocorre nas camadas correlatas da Formação Chamares, na Argentina, onde também se constitui na forma mais abundante.

## Espécies
- Massetognathus major Romer 1972
- Massetognathus ochgaviae Barbarena 1974
- Massetognathus pascuali Romer 1967
- Massetognathus teruggii Romer 1967